# Позам, Берил
Берил Позам (тур. Beril Pozam, род. 20 ноября 1995, Стамбул, Турция) — турецкая актриса.

## Биография
Родилась 20 ноября 1995 года в Стамбуле.
В 2017 году начала свою кинематографическую карьеру. С 2019 года по 2020 год снималась в телесериале «Любовь на показ» (Afili Aşk). В 2020 году девушка получила роль в сериале «Скорпион» (Akrep). В 2021 году снялась в телесериале «Обычные подозреваемые» (Olağan Şüpheliler). В этом же году сыграла роль в работе «Сказка на острове» (Ada Masalı). В 2022 году сыграла роль в работе «Отец» (Baba), в 2023 году получила роль в фильме «Ах, Белинда» (Aaahh Belinda). В период с 2022 года по 2023 года обзавелась ролью Суны Шанлы в телесериале «Зимородок», после чего обрела популярность в России. 

## Личная жизнь
- Супруг — Эрсин Арыджы (с 2024 года). Пара познакомилась на съёмках турецкого телесериала «Зимородок». По ряду авторитетных источников, супруги ждут ребёнка[13][14][15].

## Фильмография
- 2019—2020 — Любовь на показ
- 2020 — Скорпион
- 2021 — Обычные подозреваемые
- 2021 — Сказка на острове
- 2022 — Отец
- 2023 — Ах, Белинда
- 2022—2023 — Зимородок — Суна Шанлы